# La Bougie du sapeur

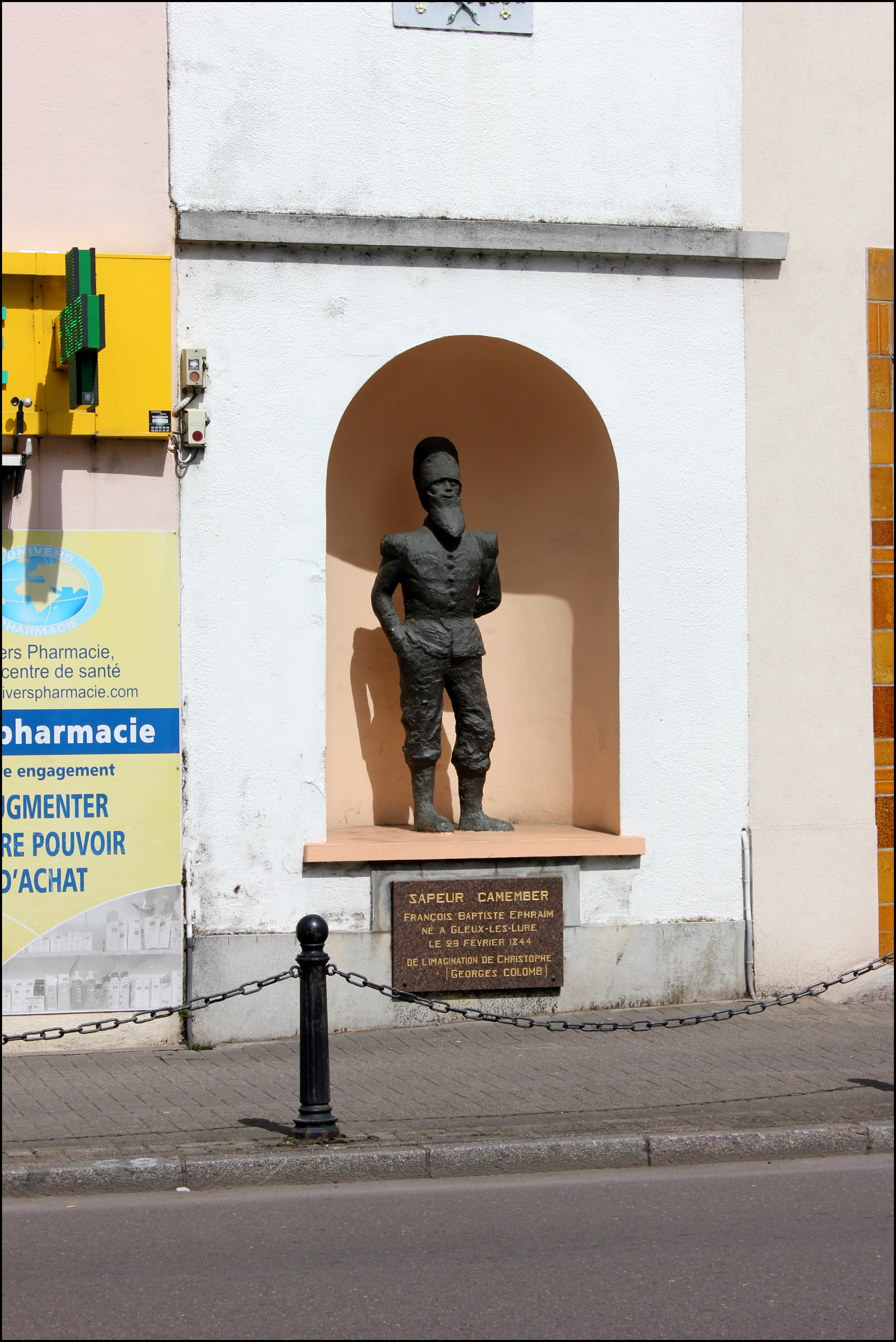
Le sapeur Camember (ici, sa statue à Lure) est la mascotte du journal ; il est représenté en haut de la première page.

La Bougie du sapeur ou la Bougie du Sapeur (la typographie du titre varie selon les numéros)  est depuis 1980 un journal périodique humoristique français qui paraît tous les 29 février, soit quasiment tous les quatre ans (les années bissextiles). Sont déjà parus 12 numéros d'une vingtaine de pages. Le dernier date du 29 février 2024 et le prochain est prévu pour le 29 février 2028.

## Histoire
Son nom a été choisi en hommage au héros de bande dessinée créé par Christophe, le sapeur Camember, personnage né un 29 février, dont on souffle donc les bougies d'anniversaire à cette date presque quadriennale. Selon la BBC, il s'agit de la seule publication quadriennale au monde.
Le journal est tiré à 200 000 exemplaires et est distribué par Presstalis (ex NMPP). Il a été fondé par Jacques Debuisson et Christian Bailly. Son rédacteur en chef est Jean d'Indy, également directeur de la publication.
À la fin du journal vendu 4 euros pièce se trouvait un encart à découper pour s'abonner pour tout le XXIe siècle pour 100 euros, jusqu'au numéro de 2012 où ces abonnements ont pris fin en raison de difficultés logistiques et de gestion.
Depuis le quatrième numéro, en 1992, « est sans reproche… » est le slogan de La Bougie du sapeur (jeu de mots sur l'expression « sans peur et sans reproche » entre « sapeur » et « sans peur »).
En 2004, en supplément du numéro 7, paraissait le numéro 1 de La Bougie du Sapeur - Dimanche, destiné à ne paraître que les 29 février qui sont aussi des dimanches (soit quasiment tous les vingt-huit ans). Le prochain supplément accompagnera donc l'édition du dimanche 29 février 2032. De même, en 2008, est paru le premier numéro du supplément La Bougie du sapeur - Madame, qui cède en 2012 la place à un autre supplément, La Bougie du Sapeur - Coquine . Le dixième numéro en 2016 comprend une rétrospective sur l'histoire du périodique.
Pour le numéro 8 de 2008, ainsi que les suivants, les fonds récoltés ont été reversés à une association s'occupant d'adolescents autistes.

## Liste des numéros parus
- no 1 : 1980
- no 2 : 1984
- no 3 : 1988
- no 4 : 1992
- no 5 : 1996
- no 6 : 2000
- no 7 : 2004, avec supplément La Bougie du Sapeur - Dimanche
- no 8 : 2008, avec supplément La Bougie du sapeur - Madame
- no 9 : 2012, avec supplément La Bougie du Sapeur - Coquine
- no 10 : 2016, avec supplément La Bougie du Sapeur - Collector
- no 11 : 2020, avec supplément Le Sapeur écolo
- no 12 : 2024, avec supplément Le Sapeur sportif